# Fulcrum
För andra betydelser, se Fulcrum (olika betydelser).

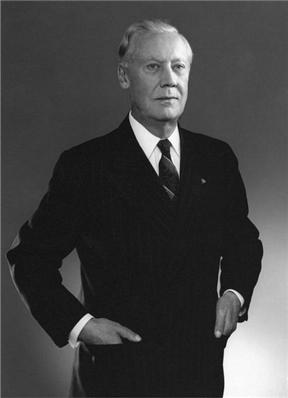
Axel Wenner-Gren

Fulcrum AB var Axel Wenner-Grens holdingbolag. 
År 1957 blev Birger Strid verkställande direktör för Fulcrum. Han hade arbetat vid Wenner-Grensföretag Svenska mjölkprodukter AB (Semper) sedan 1942 och även varit verkställande direktör för detta. Samma år som Strid tillträdde, överlät Fulcrum genom denne
Svenska Reläfabriken och Eksjöverken till Bo Nyman, som skapade ABN-bolagen. År 1961 köpte Strid och Fulcrum tillbaka ABN-bolagen av Nyman, men bolaget gick bankrutt. Fulcrum fortsatte, men gick i konkurs 1973.   Strid kom 1975 att dömas till fängelse för trolöshet mot huvudman och bedrägeri, sedan 40 miljoner försvunnit från Wenner-Gren-stiftelserna.